# Schulgebäude Steigerstraße 14

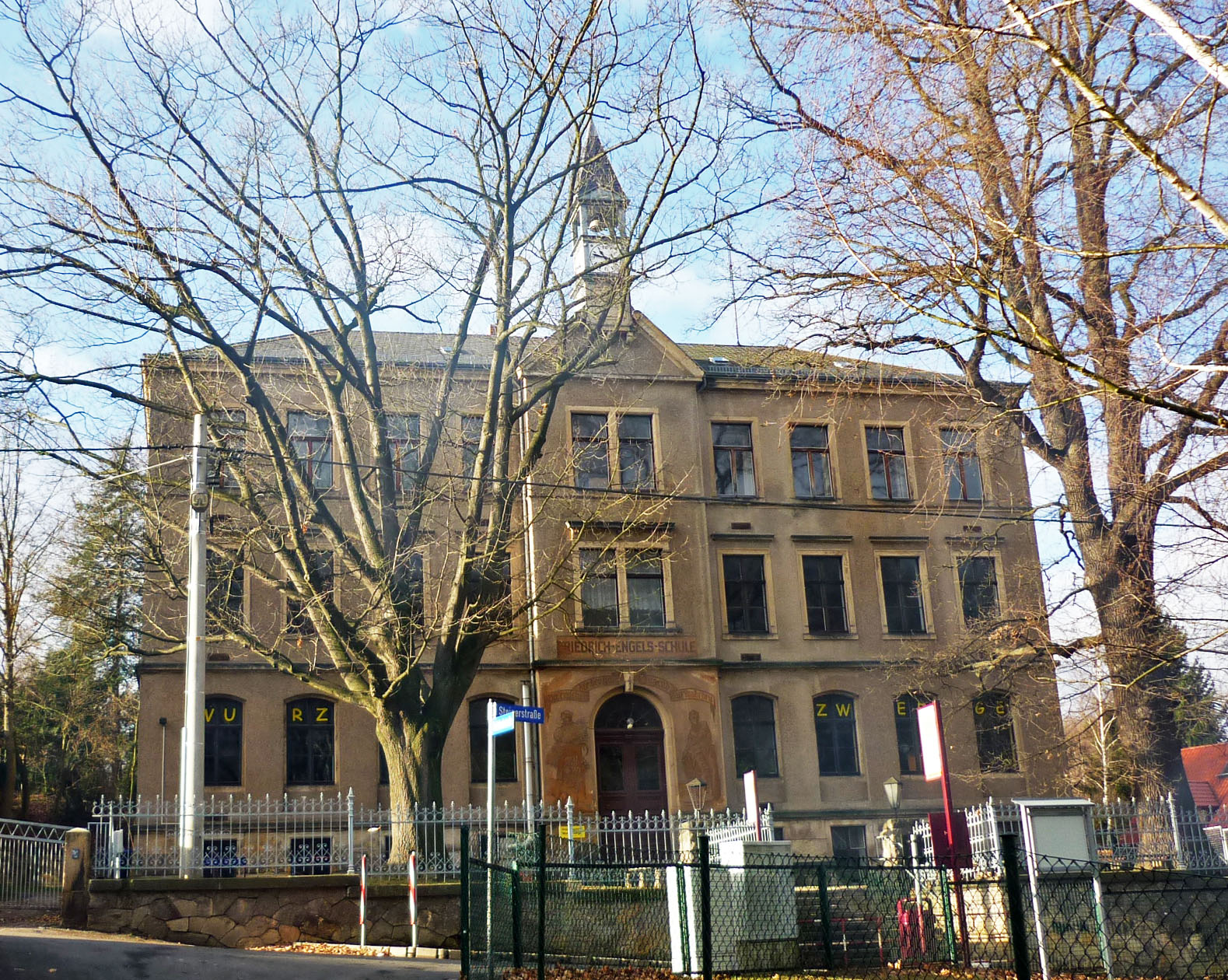
Die dritte Schule in Kleinnaundorf, Steigerstr. 14

Das Schulgebäude auf der Steigerstraße 14 ist ein denkmalgeschütztes Schulgebäude im Freitaler Ortsteil Kleinnaundorf.

## Geschichte

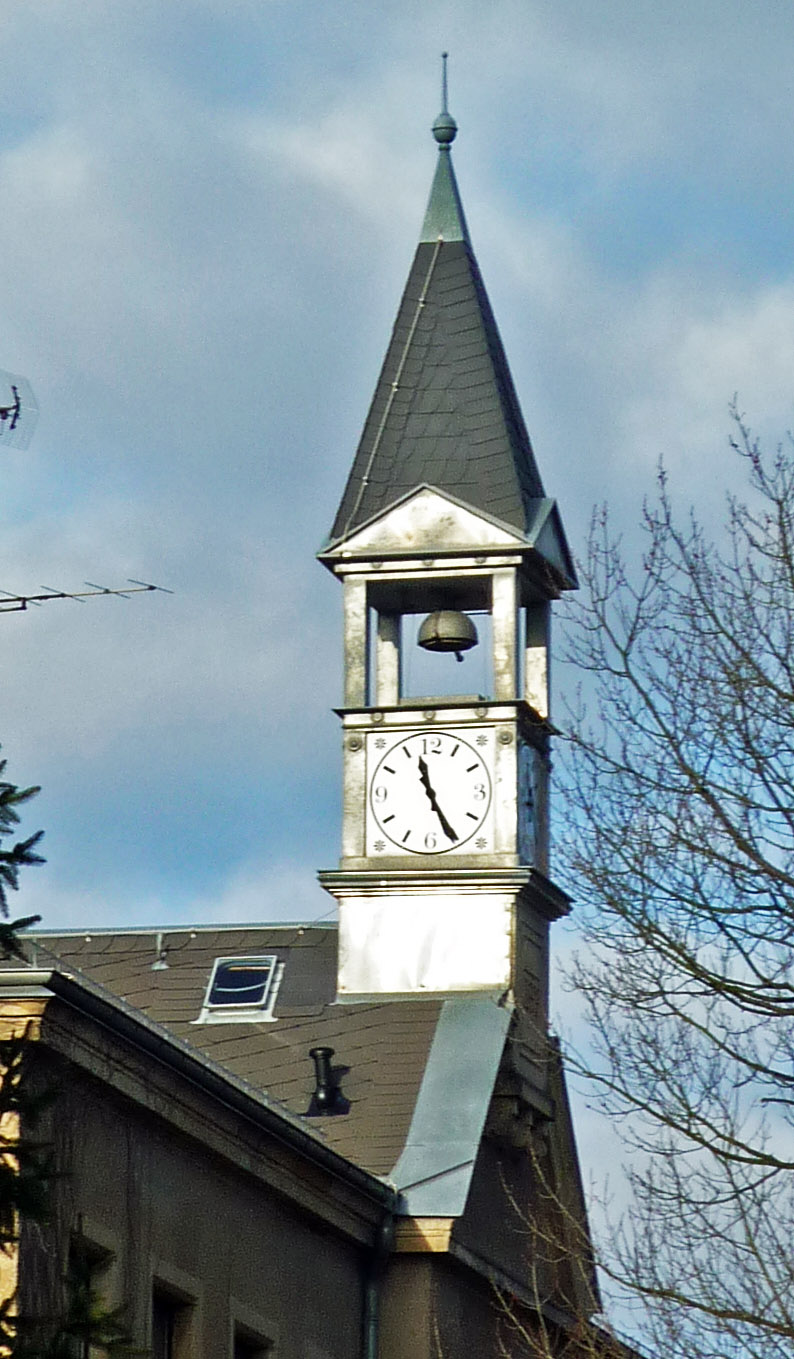
Dachreiter mit Schulglocke

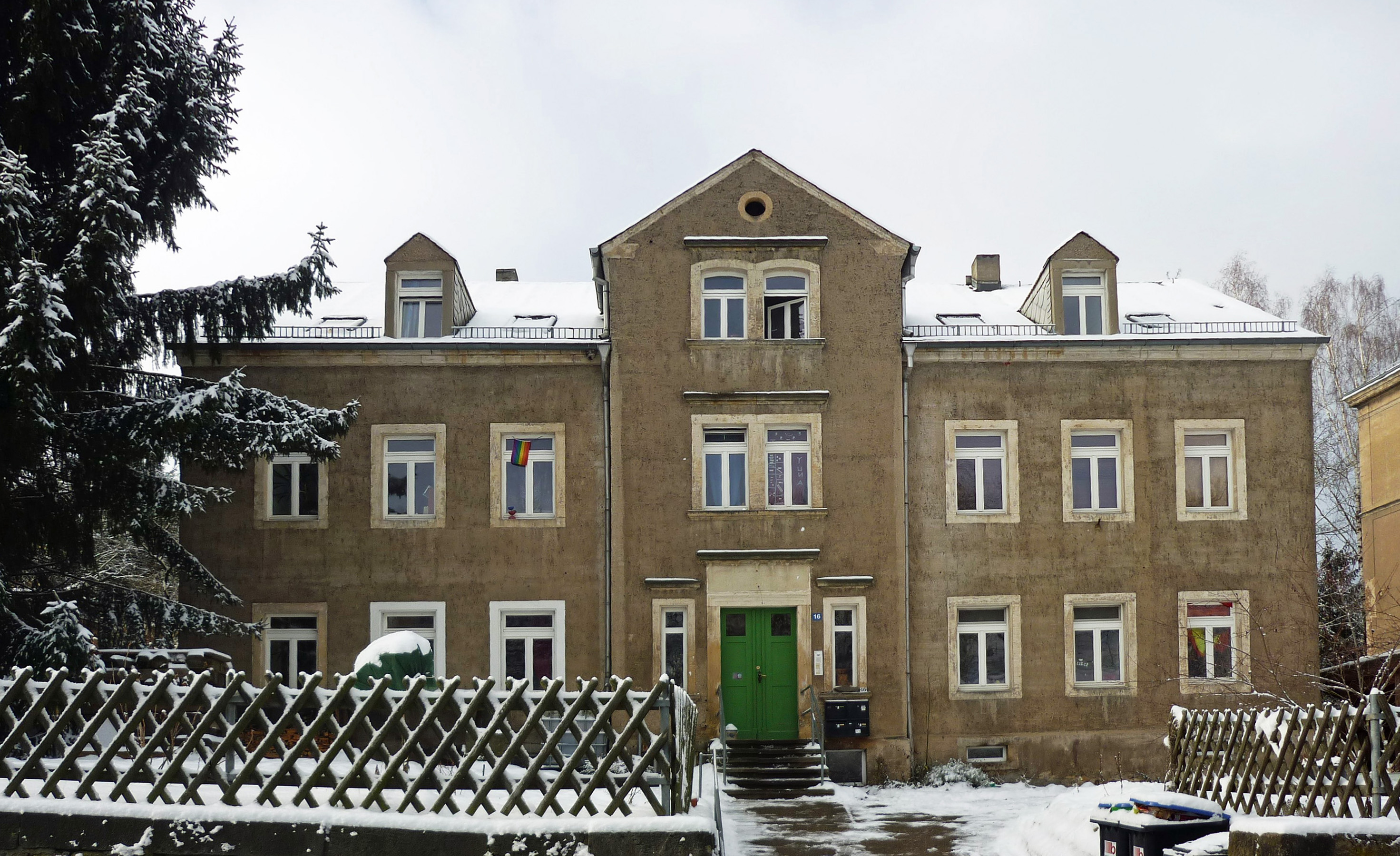
Die alte Schule in Kleinnaundorf, Steigerstr. 16

Die erste Schule in Kleinnaundorf wurde 1831 in einem Wohnhaus an der Zufahrt zum Glockenplatz eingerichtet, um den Kindern des Ortes den weiten und im Winter beschwerlichen Weg zur Schule nach Coschütz zu ersparen. Bei dem Großbrand vom 18. März 1834 wurde das Gebäude schwer beschädigt. Mit den durch den einsetzenden Bergbau bedingten Anstieg der Schülerzahlen musste 1868 ein neues Schulgebäude errichtet werden, welches alsbald auch nicht mehr die erforderliche Kapazität bereit hielt, da auch Schüler aus Neubannewitz die Kleinnaundorfer Schule besuchten. Somit entschied sich die Gemeinde zum Bau einer neuen Schule, die 1893 eingeweiht wurde (in das alte Schulgebäude zog die Gemeindeverwaltung ein). Ursprünglich mit zwei Etagen geplant, wurde während des Baus eine dritte Etage hinzugefügt. In dieser befindet sich die Aula, die auch als Betsaal genutzt wurde. Mit u. a. einer Zentralheizung ausgestattet, galt sie zur damaligen Zeit als bestes Schulgebäude im Schulispektionsbezirk und diente als Referenzbau für viele weitere Schulneubauten der damaligen Zeit. Der Sportunterricht musste zunächst mangels Möglichkeiten im Gasthof an der Steigerstraße durchgeführt werden, bis später der Turnverein „Carola“ eine Turnhalle in unmittelbarer Nachbarschaft errichtete. Seit 1906 wurde Hauswirtschaft nur für die Mädchen unterrichtet. 1941 wurden am Eingang Reliefs geschaffen. In der Aula befindet sich seit 1950 das Motiv Einheit, ein großes DDR-typisches Wandgemälde, das Arbeiter, Bauern und Thälmannpioniere zeigt. Es wurde von Gottfried Bammes geschaffen. Das Gebäude wurde bis 2002 durchgängig für den Unterricht genutzt.
Infolge immer weiter zurückgehender Schülerzahlen musste aufgrund der Vorgaben des Kultusministeriums die Schule mit Ende des Schuljahres 2001/2002 schließen. Seitdem wird das Gebäude vom Ort als Gemeindezentrum genutzt. Hier tagt auch der Ortschaftsrat und in der Aula steht die Heimatausstellung, es ist somit integraler Bestandteil des Gemeindelebens. Nach Abriss des G-Hauses auf der anderen Straßenseite zog hier der Kindergarten „Wurzelzwerge“ ein, bis er im Januar 2014 in einen Neubau am Meßweg umzog.
In den Jahren 2015 bis 2018 diente das Gebäude als Ausweichstätte für die Grundschule Wurgwitz. Die für die Auslagerung notwendig gewordene Teilsanierung des Kleinnaundorfer Standortes kostete rund 260.000 €. Mit Beginn des Schuljahres 2018/19 wird das Schulgebäude vom neugegründeten, am eigentlichen Standort noch im Bau befindlichen Wilsdruffer Gymnasium als Ausweichstandort für die fünften Klassen genutzt.